# Carobbiit
Carobbiit (Strunz 1956), chemický vzorec KF, je krychlový minerál.

## Vlastnosti
- Fyzikální - Tvoří drobné bezbarvé až bílé krychle ve směsi s dalšími minerály. Je štěpný podle {100}, velmi hygroskopický, h(vyp.).
- Chemické - Ve vodě se snadno rozpouští, na chuť je slaný.
- Optické - Bezbarvý, poloprůhledný, index lomu 1,362.[2]

## Naleziště
Je znám z jediného naleziště na Vesuvu (Itálie) v lávě jako stalaktitické agregáty v asociaci s mercallitem, mieseritem, hyeratitem z Monte Sommy.